# Human Microbiome Project

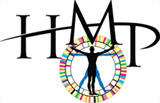
Logo des Human Microbiome Project

Das Human Microbiome Project (HMP) ist eine Initiative des US-amerikanischen National Institutes of Health mit dem Ziel der Identifizierung und Charakterisierung des menschlichen Mikrobiom, also der Mikroorganismen, die in Verbindung mit dem Menschen stehen (d. h. seine mikrobielle Flora).
Es wurde 2008 gestartet und ist als ein Fünf-Jahres-Projekt mit einem Gesamtbudget von 115 Millionen Dollar ausgelegt. Das Projekt soll zur Klärung der Frage beitragen, wie Veränderungen im menschlichen Mikrobiom sich auf Gesundheit und Krankheit auswirken. Krankheiten, deren Zusammenhang zum Mikrobiom erforscht werden soll, sind unter anderem Darmentzündungen, Krebs oder Adipositas.
2012 wurde ein erstes Fazit gezogen. Etwa 5000 Proben von rund 240 Erwachsenen wurden untersucht. Der Genpool des menschlichen Mikrobioms wird auf 8 Millionen für Proteine codierende Gene geschätzt, 360 mal mehr als im menschlichen Erbgut vorhanden ist (ca. 22.000). Einige der von den Mikroben bereitgestellten Enzyme sind essentiell für das menschliche Überleben. Die Anzahl der Mikrobenarten im Mikrobiom wird auf 10.000 in gesunden Erwachsenen geschätzt, von denen geschätzt 81 bis 99 % durch das Projekt erfasst und bekannt sind. Das HMP Projekt konnte so eine Referenzdatenbank für den Genpool des Mikrobioms gesunder Erwachsener präsentieren.